# ناحیه سلوک
ناحیه سلوک (به عربی: ناحیة سلوک) یک ناحیه در سوریه است که در منطقه تل ابیض واقع شده‌است. ناحیه سلوک ۴۴٬۱۳۱ نفر جمعیت دارد.